# 3248 Farinella
3248 Farinella eller 1982 FK är en asteroid i huvudbältet som upptäcktes den 21 mars 1982 av den amerikanske astronomen Edward L.G. Bowell vid Anderson Mesa Station. Den är uppkallad efter den italienska astronomen Paolo Farinella.
Asteroiden har en diameter på ungefär 36 kilometer.